# تصنيف الأرض الزراعية
يشكل نظام تصنيف الأراضي الزراعية جزءا من نظام التخطيط في إنجلترا وويلز. وتُصَنَّف الأراضي الزراعية في خمس فئات وفقا لتعدد الاستخدامات وملاءمة زراعة المحاصيل.

## الفئات
يشار إلى الفئات 1، 2، 3 أ بأنها أفضل الأراضي وأكثرها تنوعا، وتتمتع بحماية كبيرة من التنمية.
توصف الفئتان 4 و5 كأراضٍ زراعية سيئة الجودة وأراضٍ زراعية سيئة جدا.

## ويلز
أطلقت حكومة ويلز في نوفمبر 2017 خريطة تنبؤية لتصنيف الأراضي الزراعية. http://lle.gov.wales/map/alc/
وهذا هو التحديث الأول منذ السبعينيات ويحل محل خريطة تصنيف الأراضي الزراعية المؤقتة لويلز. والأهم أنه يميز الدرجات الفرعية  3أ و3ب.https://beta.gov.wales/agricultural-land-classification-predictive-map-guidance
تولت حكومة ويلز التحديث الأول للخريطة التنبؤية لتصنيف الأراضي الزراعية بين عامي 2018 و2020.